# Ashikaga Yoshizumi
En aquest nom japonès, el cognom és Ashikaga.
Ashikaga Yoshizumi (足利 義澄, 15 de gener del 1481 - 6 de setembre del 1511) va ser l'onzè shogun del shogunat Ashikaga i va governar entre el 1494 i el 1508 al Japó. Va ser el fill d'Ashikaga Masatomo i net del sisè shogun Ashikaga Yoshinori.
Adoptat pel vuitè shogun Ashikaga Yoshimasa, va ser convertit en shogun per Hosokawa Masato quan li va rebatre el títol al dècim shogun Ashikaga Yoshitane. No obstant el 1508 Yoshitane va recuperar el títol de shogun.
Els seus fills Ashikaga Yoshiharu i Ashikaga Yoshihide es van convertir en shoguns (12è i 14è respectivament).